# Raúl Scalabrini Ortiz
Raúl Scalabrini Ortiz (Corrientes, 1898 – Buenos Aires, 1959) était un philosophe, historien, journaliste, écrivain, essayiste et poète argentin, expert-géomètre de formation. Soucieux avant tout de l’indépendance nationale de son pays, il soutint le parti radical UCR — appartenant en particulier au groupe FORJA (Fuerza de Orientación Radical de la Joven Argentina), mouvance politique très combattive au sein de ce parti —, puis prêta son appui à la démarche péroniste. En tant qu’historien, il fut un représentant du courant dit révisionniste de l’historiographie argentine. 

## Biographie
Fils du naturaliste Pedro Scalabrini, qui était directeur du musée de la ville de Paraná, dans la province d'Entre Ríos, il s’en vint à Buenos Aires pour y poursuivre des études d’ingénieur à la faculté des Sciences exactes, où il ne tarda pas à se rapprocher du cercle des intellectuels et des écrivains qui se réunissaient autour de la figure de Macedonio Fernández.
Sa première publication fut un recueil de courts récits réunis dans le volume La Manga de 1923. Parallèlement, il déploya une activité journalistique pour le compte des journaux La Nación, El Mundo et Noticias Gráficas, et fonda Reconquista, qu’il dirigea.
En 1931, il fit paraître El hombre que está solo y espera (litt. l’Homme qui est seul et attend), qui lui valut, outre le prix Municipal, la reconnaissance des milieux intellectuels. Grâce à celle-ci, il put dorénavant se vouer pleinement à la recherche et à la réflexion socio-économiques et historiques nationales, dont sera imprégnée toute son œuvre ultérieure.

### Le radicalisme
Politiquement, son adolescence et sa jeunesse se passèrent sous la pression du libéralisme conservateur alors prédominant. Cependant, divers facteurs vont se conjuguer pour l’amener à rompre cette trame idéologique « coloniale ». D’abord, Scalabrini Ortiz adhéra dans sa jeunesse au groupe marxiste Insurrexit ; ensuite, il entreprit de nombreux voyages, en premier lieu, pour raisons professionnelles, dans les différentes provinces d'Argentine, ce qui le préserva d’un enfermement dans la mentalité portègne ― voyages auxquels s’ajoutera, à l’âge de 26 ans, une visite à Paris, dont cependant il s’en reviendra profondément désillusionné, n’ayant en effet trouvé, dans la patrie de l’humanisme et des droits de l’homme, que dédain à l’égard des latino-américains et xénophobie de « peuple élu ». Il subit les effets de la Grande Dépression et assista au coup d'État de septembre 1930 contre le président Hipólito Yrigoyen qui marqua le début de la Décennie infâme, régime caractérisé par une politique conservatrice et basé sur la corruption et la fraude électorale.
Conjointement avec d’autres intellectuels, il prit part en janvier 1933 à la révolution radicale yrigoyéniste, dirigée par le lieutenant-colonel Gregorio Pomar. À la suite de l’échec de cette révolution, Scalabrini fut banni vers l’Europe, où lui apparut avec plus de clarté encore le degré de soumission de l’Argentine à la Grande-Bretagne, notamment lorsqu’il s’aperçut que les journaux italiens et allemands tenaient l’Argentine pour une colonie de l’Empire britannique. C’est en Allemagne, dans le Frankfurter Zeitung, l’un des rares journaux restés démocratiques dans l’Allemagne de cette époque, et le seul qui réussît à ne pas être totalement contrôlé par le régime nazi, qu’il commença à publier ses premiers essais sur la question nationale argentine et sur l’impérialisme britannique.
En 1935, revenu en Argentine, il se rapprocha de la FORJA (Fuerza de Orientación Radical de la Joven Argentina) d’Arturo Jauretche, Gabriel del Mazo, Luis Dellepiane, Homero Manzi, Julio Darío Alessandro et d’autres, mais tout en préservant son indépendance, n’adhérant à la FORJA qu’en 1940, après que le groupe se fut séparé du Parti radical. Son activité au sein de ce mouvement consistera en particulier à rédiger et publier quantité d’études dans les Cuadernos (=cahiers) de FORJA. 
Il prononça de nombreuses conférences sur des sujets en rapport avec l’état de dépendance de son pays, plus particulièrement sur la localisation et les détenteurs des leviers de pouvoir économiques en Argentine. Son thème principal était les chemins de fer anglais, qu’il considérait être l’élément clef du dispositif colonial. Il dira p.ex. que les rails du chemin de fer…
« sont une immense toile d’araignée métallique dans laquelle se trouve emprisonnée la République. »

### Le péronisme
En 1943, en raison de divergences à propos de la révolution du 4 juin menée par le GOU (Groupe d’officiers réunis), il prit ses distances d’avec la FORJA, laquelle en effet appuyait le soulèvement. Scalabrini Ortiz, vers cette même époque, accompagna les débuts et la montée en puissance du péronisme, allant jusqu’à présenter à Perón plusieurs mémoires sur la nationalisation des chemins de fer. Toutefois, il n’accepta jamais d’assumer des fonctions gouvernementales et eut soin d’observer toujours une distance critique vis-à-vis du parti justicialiste. Ainsi écrivit-il : 
« Il y a, dans la politique intérieure et extérieure du général Perón, nombre  d’actes, et non des moins importants, qui ne seraient pas approuvés par le tribunal des idées fondamentales qui inspirèrent ma génération… Au dynamomètre de la politique, ces compromis mesurent les degrés de la pression de tous ordres au moyen de laquelle agissent les forces étrangères dans le but de préserver leurs propres intérêts et leurs propres avoirs. »
Ajoutant : 
« Nous ne devons perdre de vue à aucun moment que ― quelles que soient les différences d’appréciation ― les options que nous offre la vie politique argentine sont limitées. Il ne s’agit pas de choisir entre le général Perón et l’archange saint Michel ; il s’agit de choisir entre le général Perón et Federico Pinedo. Tout ce qui sape Perón, du coup renforce Pinedo, c'est-à-dire quelqu’un symbolisant un régime politique et économique d’opprobre et une manière de penser étrangère et contraire à la pensée vivante du pays. »
Réprouvant le renversement de Perón en 1955, il fut un ardent opposant à la dénommée Révolution libératrice, dans laquelle il voyait le retour au pouvoir des oligarchies qui entendaient tirer profit de la dépendance économique de l’Argentine. Il intervint dans les colonnes de la revue Qué pour critiquer les mesures du gouvernement, dont il considérait la politique comme une régression.

### Activité journalistique
En 1924, il se mit à collaborer à la revue littéraire Martín Fierro, dirigée par Evar Méndez. 
En 1939, pendant la Deuxième Guerre mondiale, il fonda la revue Resistencia, par laquelle il appuya la neutralité de l’Argentine dans le conflit, mais faute de publicité, il dut, au bout de seulement 41 jours, mettre un terme à cette publication.
Il fut collaborateur du programme desarrollista du Frente Nacional, et prêta son soutien à Arturo Frondizi, qui gagna la présidence en 1958. Dans la suite, sous sa direction, la revue Qué se mua en organe officiel du gouvernement desarrollista ; cependant, après trois mois, il démissionna en raison de divergences avec Frondizi sur les concessions pétrolières du gouvernement aux compagnies étrangères, et se maintint dorénavant éloigné de toute activité publique jusqu’à sa mort des suites d’un cancer en mai 1959.

### Pensée
L’écrit de Scalabrini Ortiz qui le caractérise le mieux et traduit le mieux sa pensée est sans doute Cinco principios de cooperación interna. Ces cinq principes sont les suivants :
- 1.	Le principe de l’homme collectif, selon lequel la volonté du nombre, qui est comme le nom de famille de la collectivité, doit avoir la primauté sur l’individuel. Ni la richesse, ni l’intelligence, ni le savoir n’ont le droit de faire taire ou de railler la grande voix de la nécessité de chaque ensemble collectif, qui est la voix qui se rapproche le plus de la volonté de destin.

- 2.	Le principe de la compréhension de l’homme, énonçant que cette unité complexe (qu’est l’Homme) doit toujours être présente avec ses nécessités biologiques, morales, intellectuelles et spirituelles, et que la réalité humaine ne devrait jamais être sacrifiée à une norme abstraite ou à un schéma exempt de vie.

- 3.	Le principe de protection du plus faible, tendant à ce que soit éliminée la loi de la jungle et à ce que s’établisse une véritable possibilité d’égalité. Tout ce qui ne se règle pas par la loi, se règle implicitement en faveur du fort. L’égalité théorique est une inégalité pratique en faveur du puissant.

- 4.	Le principe de la communauté des richesses naturelles, énonçant que la propriété est une délégation consentie par la force de l’organisation collective, laquelle l’a rendue possible et la maintient.

- 5.	Le principe de l’utilité collective du profit, tendant à ce que nul n’acquière le droit de tirer des bénéfices d’activités préjudiciables ou inutiles à la société et à ce que, dès lors, tout profit ou lucre de l’intelligence étrangère ou tiré de la rétention d’un bien laissé infructueux, doivent être considérés nuls et illicites pour la part ne provenant pas du travail ou de l’intelligence propres.

Dans ses articles de presse et dans ses brochures, Scalabrini Ortiz s’attachait à exposer au grand public ce que ses recherches lui avaient permis d’apprendre. Dans l’un de ces articles, il conseille le lecteur en ces termes :
« Ces matières d’économie et de finances sont tellement simples qu’elles sont à la portée de tout enfant. La seule chose qu’elles requièrent, c’est de savoir faire une addition et une soustraction. Si vous ne comprenez pas quelque chose, demandez jusqu’à ce que ayez compris. Si vous ne comprenez pas, c’est qu’on tente de vous voler. Lorsque vous aurez compris cela, vous aurez du coup appris comment défendre la patrie dans l’ordre immatériel des concepts économiques et financiers. »

## Œuvres
- 1923 La Manga (contes)
- 1931 El hombre que está solo y espera
- 1934 La Gaceta de Buenos Aires (articles de presse)
- 1935 Señales (articles journalistiques)
- 1936 Política Británica en el Río de la Plata (Cuaderno de FORJA)
- 1937 Los ferrocarriles, factor primordial de la independencia nacional (brochure)
- 1938 El petróleo argentino (Cuaderno de FORJA)
- 1938 Historia del Ferrocarril Central Córdoba (Cuaderno de FORJA)
- 1938 Historia de los Ferrocarriles (revue Servir)
- 1939 Historia del Primer Empréstito (Cuaderno de FORJA)
- 1939 Reconquista (articles de presse)
- 1940 Política británica en el Río de la Plata
- 1940 Historia de los Ferrocarriles Argentinos
- 1942 La gota de agua (brochure)
- 1946 Los ferrocarriles deben ser del pueblo argentino
- 1946 Defendamos los ferrocarriles del Estado (brochure)
- 1946 Tierra sin nada, tierra de profetas (poésies et essais)
- 1948 Yrigoyen y Perón, identidad de una línea histórica (brochure)
- 1948 El capital, el hombre y la propiedad en la vieja y la nueva Constitución Argentina (brochure)
- 1950 Perspectivas para una esperanza argentina (brochure)
- 1955/56 El Líder y El Federalista, De Frente (articles de presse)
- 1957 Aquí se aprende a defender a la Patria (brochure)
- 1957/58 Qué (articles de presse)
- 1960† "Cuatro verdades sobre la crisis" (brochure)
- 1965† "Bases para la Reconstrucción Nacional" (recueil d’articles)